# Roméo et Juliette (Gounod)
Pour les articles homonymes, voir Roméo et Juliette (homonymie).
Versions successives
- 1867 : Création à Paris
- 1867 : Création de la version italienne à Londres
- 1873 : Version remaniée pour l'Opéra-Comique
- 1888 : Version remaniée pour l'Opéra de Paris

Personnages
- Roméo Montaigu (ténor lyrique léger)
- Mercutio, son ami (baryton)
- Stéphano, page de Roméo (mezzo-soprano)
- Frère Laurent (basse)
- Juliette Capulet (soprano lyrique léger)
- Le comte Capulet, son père (baryton-basse)
- Tybalt, cousin de Juliette (ténor)
- Gertrude, nourrice de Juliette (mezzo-soprano)

Airs
- Ballade de la reine Mab - Mercutio
- Ariette « Je veux vivre » (dite « Valse de Juliette ») - Juliette
- Cavatine « Ah ! Lève-toi soleil » - Roméo
- Chanson « Que fais-tu, blanche tourterelle » - Stéphano
- Duo « Nuit d’hyménée, Ô douce nuit d’amour » - Roméo, Juliette
- Ariette « Amour, ranime mon courage » - Juliette
- Ariette « Salut! tombeau! sombre et silencieux!" » - Romeo

Roméo et Juliette est un opéra en cinq actes de Charles Gounod,  livret de Jules Barbier et Michel Carré d'après le drame éponyme de Shakespeare, créé à Paris au Théâtre-Lyrique le 27 avril 1867.
L'œuvre fait son entrée au répertoire de l'Opéra de Paris le 28 novembre 1888, dans une version remaniée avec ajout d'un ballet.

## Argument
Un prologue permet au chœur d’introduire le drame à venir. Roméo Montaigu est amoureux de Juliette Capulet, mais leurs familles, rivales, leur interdisent tout contact.

### Acte I
Roméo, Mercutio et quelques amis participent incognito au bal masqué qui se tient chez les Capulet. Mercutio chante la Ballade de la reine Mab. Au premier regard, Roméo et Juliette sont instantanément épris l’un de l’autre, Roméo chante « Ange adorable » et s’ensuit un duo passionné. Tybalt reconnaît Roméo, ennemi de sa famille, mais ne peut s’en prendre à lui à cause des règles de l’hospitalité.

### Acte II
Le deuxième acte comprend la fameuse scène du balcon. On y notera particulièrement l’air de Roméo (« Ah ! Lève-toi soleil »), le duo (« Ah ! Ne fuis pas encore ! ») et les adieux (« Va ! Repose en paix ! Sommeille ! »).

### Acte III
Le troisième acte est divisé en deux tableaux. Le premier se déroule dans la cellule de Frère Laurent où Roméo et Juliette sont mariés secrètement (« Ô pur bonheur »). S’ensuit, à l’extérieur de la demeure des Capulet, le duel où Tybalt trouve la mort aux mains de Roméo qui venge ainsi son ami Mercutio tué par le premier. Roméo est banni.

### Acte IV
Roméo vient faire ses adieux à Juliette. S’ensuit le duo « Nuit d’hyménée, Ô douce nuit d’amour ». Les amants tardent à se séparer « Non, non, ce n’est pas l’alouette », « Ah ! Reste ! Reste encore dans mes bras » et finalement « Il faut partir, hélas ». Le père de Juliette veut la marier à Pâris. Elle n’ose dire à son père qu’elle a secrètement épousé Roméo et elle boit un philtre (« Buvez donc ce breuvage ») fourni par le moine, qui la fait tomber en catalepsie, afin d'échapper à cette seconde union.

### Acte V
Roméo pense que son épouse est morte et a regagné Vérone pour la rejoindre dans la mort. Une fois dans le tombeau (« Salut, tombeau / Ô ma femme, ô ma bien-aimée »), il s’empoisonne, mais alors qu’il agonise, Juliette se réveille. Comprenant la situation, elle se poignarde. Avec leurs dernières forces, ils chantent « Viens, fuyons au bout du monde ». L'opéra se termine, comme le drame shakespearien, par la mort des amants.

## Distribution
| Rôle                               | Tessiture        | Créateurs Théâtre-Lyrique (1867) |
| ---------------------------------- | ---------------- | -------------------------------- |
| Juliette Capulet                   | soprano          | Marie-Caroline Miolan-Carvalho   |
| Roméo Montaigu                     | ténor            | Pierre-Jules Michot              |
| Frère Laurent, ermite              | basse            | Jean Cazaux                      |
| Mercutio, ami de Roméo             | baryton          | Auguste-Armand Barré             |
| Benvolio, ami de Roméo             | ténor            | Pierre-Marie Laurent             |
| Stéphano, page de Roméo            | mezzo-soprano    | Joséphine Daram                  |
| Le comte Capulet, père de Juliette | basse            | Étienne Troy                     |
| Gertrude, nourrice de Juliette     | mezzo-soprano    | Eléonore Ragaine-Duclos          |
| Tybalt, cousin de Juliette         | ténor            | Jules-Henri Puget                |
| Le comte Pâris, fiancé de Juliette | baryton          | Laveissière                      |
| Grégorio, valet des Capulet        | baryton          | Étienne Troy                     |
| Le duc de Vérone                   | basse            | Émile Wartel                     |
| Frère Jean                         | basse            | Neveu                            |
| Chef d'orchestre                   | Chef d'orchestre | Adolphe Deloffre                 |

## Numéros musicaux
L'air de Juliette « Amour ranime mon courage », à l'acte IV, a connu une histoire tourmentée. Gounod compose initialement pour le personnage cet air selon une structure binaire lent / vif destinée à faire briller l'artiste chargée du rôle, aussi bien dans le cantabile que dans une expression plus héroïque. Dépassée par les exigences de cette page, Mme Carvalho le fait supprimer et exige la composition, à l'acte I, d'un air d'entrée virtuose. Ce sera l'Ariette en forme de valse, écrit d'abord en sol majeur puis transposé en fa majeur lorsque des voix plus lyriques seront chargées du rôle dès la fin du XIXe siècle. L'air « du poison » ne sera interprété que furtivement dans les années 1880, tronqué de sa partie lente (« Viens ! ô liqueur mystérieuse »), avant d'être plus régulièrement chanté au XXe siècle (toujours dans sa version abrégée). Les nombreuses éditions du piano-chant de l'opéra témoignent de l'histoire mouvementée de ce numéro.

## Principales représentations dans le monde
- 27 avril 1867 : Création au Théâtre-Lyrique à Paris (avec dialogues parlés)
- 11 novembre 1867 : Création de la version italienne à Londres (traduction de Zaffira)
- 15 novembre 1867 : Première américaine de la pièce, avec Minnie Hauk dans le rôle de Juliette
- 20 janvier 1873 : Version remaniée pour l'Opéra-Comique par Georges Bizet (avec récitatifs)
- 28 novembre 1888 : Version remaniée pour l'Opéra de Paris (ajout du ballet, nouveau final du troisième acte et quelques modifications du livret)

## Adaptations
Il existe une parodie Rhum et eau en juillet de Joseph Eugène Dejazet datant de 1867.

## Dans la culture
- 2004 : L'aria Je veux vivre fait partie de la bande originale du film Les Sœurs fâchées (source : générique).
- 2011 : L'aria Je veux vivre est également interprétée par la Castafiore dans le dessin animé de Steven Spielberg "Les aventures de Tintin: Le secret de la Licorne"

## Discographie et vidéographie sélective
- 1947 : Jussi Björling, Bidu Sayao, the Metropolitan orchestra, direction musicale de Emil Cooper, 2 CD Sony Classical (réédition)
- 1953 : Janine Micheau, Raoul Jobin, Heinz Rehfuss, chœurs et orchestre de l'Opéra de Paris, Alberto Erede (dir.) - Decca
- 1968 : Mirella Freni, Franco Corelli, Xavier Depraz, chœurs et orchestre de l'Opéra de Paris, Alain Lombard (dir.) - EMI
- 1976 : Alain Vanzo, Andrée Esposito, orchestre de l'opéra de Nice sous la direction d'Antonio de Almeida - 2 CD Opera d'Oro
- 1984 : Catherine Malfitano, Alfredo Kraus, José Van Dam, chœur et orchestre du Capitole de Toulouse, Michel Plasson (dir.) - EMI
- 1994 : Léontina Vaduva, Roberto Alagna, Orchestre et choeur du Royal Opera House sous la direction de Charles Mackerras - DVD Opus Arte.
- 1996 : Placido Domingo, Ruth Ann Swenson, Münchner Rundfunkorchester, Chor des Bayerischen Rundfunks, dir. Leonard Slatkin - 2 CD RCA.
- 1998 : Angela Gheorghiu, Roberto Alagna, José Van Dam, chœur et orchestre du Capitole de Toulouse, Michel Plasson (dir.) - EMI
- 2007 : Anna Netrebko, Roberto Alagna, Robert Lloyd, chœur et orchestre du Metropolitan Opera House, Placido Domingo (dir.) - (live)
- 2008 : Nino Machaidze, Rolando Villazón, Mikhail Petrenko, Mozarteumorchester Salzburg, Yannick Nézet-Séguin (dir.) - (en direct)

## Version en film
- 2002 : (avec quelques omissions de scènes) Angela Gheorghiu, Roberto Alagna, Tito Beltrán, Daniel Lipnik (acteur) / František Zahradniček (voix), Marcel Acquarone (acteur) / Zdeněk Harvánek (voix), Jan Šváb (acteur) / Aleš Hendrich (voix), Pavel Novák (acteur) / Vratislav Křiž (voix), membres de l'opéra d'État de Prague (acteurs) / Chœur mixte Kühn de Prague (voix), Orchestre philharmonique de chambre de Tchéquie, Anton Guadagno (dir.) - Arthaus Musik [vidéo] « Disponible », sur YouTube (film tourné au château de Zvíkov en Tchéquie)